# أحمد بن محمد بن عبد القادر
أحمد بن محمد بن عبد القادر (1240-1318هـ | 1824-1900م) المعروف بأبي العباس الكَرْدودي الكلالي الحسني، من رجال السفارات. كاتب وله شعر، وهو من أهل مدينة فاس. ولد وتعلم وتنقل في الكتابة الديوانية. عُيّن كاتباً لوزارة الخارجية، وقد قام بمهمات إدارية وانتُدب كاتباً للقائد المعطي بن عبدالكبير الشاوي في سفارة فرنسا، وقال صاحب الإعلان بمن حل بمراكش: "وحمّله السلطان مولاي الحسن المراقبة على السفير، لأن للسلطان في اعتقاد صدق. وانتُدب أيضاً في سفارة القائد عبدالصادق بن أحمد الريفي إلى إسبانيا "سنة 1302هـ" ثم مع النائب الطريس "سنة 1305هـ" في سفارة إلى إيطاليا لمقابلة البابا ليون الثالث عشر. وبعد وفاة السلطان المولى الحسن استقر كاتباً في ديوان الصدارة. توفي أحمد بن محمد بن عبد القادر في مدينة فاس، وفي رحلته الثاني ألّف كتاباً سماه "التحفة السنية للحضرة الحسنية بالمملكة الإصبنيولية".